# NASA Centurion
O Centurion foi a terceira aeronave não tripulada desenvolvida pela AeroVironment Inc. como parte do programa Environmental Research Aircraft and Sensor Technology (ERAST) da NASA.
Foi desenvolvido a partir do modelo anterior denominado Pathfinder sob as especificações do programa ERAST, mas para atingir um teto máximo de 30 000 m (98 400 ft) movido apenas por energia solar e com células de combustível. O Centurion serviu também como estudo para o modelo posterior o Helios